# جور
جور (بالفارسية: گور) موقع قديم في مقاطعة فيروز آباد، محافظة فارس. تأسست المدينة في أوائل القرن الثالث الميلادي بأمر من أردشير الأول. في وقت تطورها، كانت جور عاصمة لجزء من بلاد فارس.